# 出版ニュース社
株式会社出版ニュース社（しゅっぱんニュースしゃ）は、かつて存在した日本の出版社。出版界の通信記事を掲載した旬刊誌『出版ニュース』（しゅっぱんニュース）、出版界に関する年1回の年鑑『出版年鑑』（しゅっぱんねんかん）、2年に1回の全国出版社名簿である『日本の出版社』（にほんのしゅっぱんしゃ）を発行することで知られる。同3誌についても、本項で扱う。

## 略歴
- 1941年（昭和16年） - 戦時統合により日本出版配給株式会社（日配）設立[2]。
- 1948年（昭和23年） - GHQが同社を閉鎖機関に指定、同社は解散[2]。
- 1949年（昭和23年） - 同年9月、同社の解散を受けて東京出版販売（現在のトーハン）、日本出版販売、大阪屋等の出版取次が設立され、同年10月13日、同社の役員を中心に「出版ニュース社」が設立される[2]。『出版ニュース』『出版年鑑』を発行[2]。
- 1950年（昭和25年） - 国立国会図書館法による納本制度の納本事務を日本出版取次協会の委託により行う[2]。
- 1954年（昭和29年） - 『日本の出版社』の発行を開始[4]。
- 1985年（昭和60年） - 納本事務の受託終了[2]。
- 2000年（平成12年） - 社史『出版ニュース社の五十年』を発行[5]。
- 2007年（平成19年） - 『日本の出版社』を隔年化[6]。
- 2018年（平成30年） - 『出版ニュース』を2019年3月下旬号で休刊することを決定[7]。
- 2019年（平成31年） -　4月30日をもって事業停止する[8]。
- 2020年（令和2年） - 法人格が消滅[1]。

## 出版ニュース
日本出版配給（日配）が、旬刊『新刊弘報』（しんかんこうほう）として、1943年（昭和18年）6月21日発行の「第1号」から、1944年（昭和19年）4月11日発行の「第29号」を発行、同年5月1日発行の「第30号」からは『出版弘報』（しゅっぱんこうほう）と誌名を変更、戦後1946年（昭和21年）の「第75号」までを発行した。これらは日配の機関紙であった。
『出版ニュース』は、同年11月11日に「第1号」が発行され、1949年10月13日からは「出版ニュース社」がこの編集・発行を引き継いだ。同社の設立には広告代理店の博報堂も協力した。毎月1日・11日・21日月3回発行の旬刊誌として刊行されていたが、2018年10月中旬発売号において、2019年3月下旬号をもって休刊することが告知された。公称部数は4300部。

## 出版年鑑

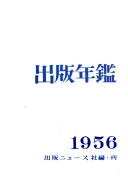
『出版年鑑 1956年版』（1956年発行）の表紙。全1,930ページ、定価1,600円

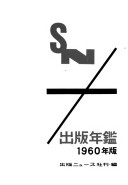
『出版年鑑 1960年版』（1960年5月30日発行）の表紙。全2,260ページ、定価1,900円。

第二次世界大戦前の1929年（昭和4年）、国際思潮社が『出版年鑑』を発行していた記録がある。戦後も、1948年（昭和23年）には、日本出版協同が『出版年鑑 昭和22・23年版』（1947年 - 1948年版）を発行したが、これを翌年に設立された「出版ニュース社」が引き継いだ。
『出版年鑑 2018年版』を持って新版の発行を終了した。同版は3,500ページにわたる大型本であり、2018年8月9日に発行された。編集は出版年鑑編集部、定価は32,400円。

## 日本の出版社
『日本の出版社』は、1954年（昭和29年）の創刊以来、年刊ペースであったが、2005年（平成19年）11月に発行された『全国出版社名簿 日本の出版社 2006』を最後に、2007年（平成19年）10月に発行された『全国出版社名簿 日本の出版社 2008-2009』以降は、2年に1回の隔年刊ペースに変わった。最新刊は『日本の出版社・書店2018-2019』で、全696ページ、2017年10月30日に発行された。編集は出版年鑑編集部、定価は5,400円。